# Бельтрам, Арно
Арно Жан-Жорж Бельтрам (фр. Arnaud Jean-Georges Beltrame, 18 апреля 1973, Этамп, Франция — 24 марта 2018, Каркасон, Франция) — офицер Национальной жандармерии Франции, обменявший себя на заложников и погибший от рук террориста.

## Биография
Арно Бельтрам родился 18 апреля 1973 года в Этампе. В 1991 году он поступил в Военный лицей Сен-Сир (фр. Lycée militaire de Saint-Cyr), который окончил в 1994 году. 1 ноября 1995 года он поступил на курсы подготовки офицеров резерва Артиллерийской школы (фр. École de l'artillerie) в Драгиньяне. В марте 1996 года Арно окончил курсы и после производства в аспиранты направлен в 35-й парашютный артиллерийский полк (г. Тарб), где получил под своё командование взвод. Через некоторое время он становится офицером резерва на кадровом положении и переводится в 8-й артиллерийский полк (г. Коммерси), где назначается командиром взвода артиллерийской инструментальной разведки. Вскоре он получает звание су-лейтенанта.
В 1999 году Бельтрам поступает в Общевойсковое военное училище (фр. École militaire interarmes) в Коэткидане, которое окончил в 2001 году (39-й выпуск «Итальянская кампания»). В том же году он поступает в Офицерскую школу Национальной жандармерии (фр. École des officiers de la Gendarmerie nationale), которую окончил в 2002 году в составе 106-го выпуска «Капитан Говенэ». Произведённый в лейтенанты, Бельтрам назначается командиром взвода бронеавтомобилей эскадрона 16/1 бронегруппы мобильной жандармерии (г. Сатори).
Пройдя подготовку и вступительные испытания, в 2003 году Бельтрам зачислен в состав Парашютного интервенционного эскадрона (фр. Escadron parachutiste d'intervention de la Gendarmerie nationale), входившего в Группу безопасности и вмешательства Национальной жандармерии (фр. Groupement de sécurité et d'intervention de la Gendarmerie nationale). В рядах эскадрона он получил квалификацию парашютиста по затяжным прыжкам с большой высоты. Вскоре он становится помощником командира эскадрона и принимает участие в ряде миссий как на территории Франции, так и за её пределами. В 2005 году в Ираке он командовал группой жандармерии и за отличия был отмечен в приказе по бригаде с вручением креста Воинской доблести. 1 августа 2005 года он произведён в капитаны.
В 2006 году Арно Бельтрам переведён в Республиканскую гвардию и назначен командиром роты охраны и почётного караула 1-го пехотного полка (г. Нантер). В том же году за предыдущие миссии он награждается серебряной медалью Почёта иностранных дел. В 2009 году получает золотую медаль Национальной обороны, а 1 января 2010 года производится в командиры эскадрона.
В 2010 году Бельтрам назначен командиром роты департаментской жандармерии в городе Авранш, в качестве которого в июне 2014 года участвовал в обеспечении безопасности мероприятий во время празднования 70-летия высадки войск союзников в Нормандии в 1944 году. В том же году он назначен советником при генеральном секретариате Министерства экологии. В 2012 году он награждён кавалерским крестом Национального ордена «За заслуги».
В 2015 году Бельтрам поступил в Высшую школу торговли Парижа (фр. Institut supérieur du commerce de Paris) и Европейскую школу экономической разведки (фр. École européenne d'intelligence économique, г. Версаль), после окончания которых в 2016 году получил диплом консультанта по экономической разведке. 27 ноября 2015 года он производится в подполковники. В августе 2017 года Арно Бельтрам назначен заместителем командира Группы жандармерии в Оде.

## Гибель
23 марта 2018 года исламист захватил в заложники посетителей одного из супермаркетов коммуны Треб, требуя освобождения Салаха Абдеслама — единственного выжившего террориста из группы, совершившей нападения в Париже в ноябре 2015 года. Подполковник Бельтрам руководил операцией по переговорам и освобождению заложников. Он предложил террористу обменять молодую женщину — заложницу на себя, надеясь провести переговоры и по возможности помочь спецназу при штурме. Когда Бельтрам зашёл в магазин, террорист отпустил заложницу. Через несколько часов после этого террорист несколько раз выстрелил в Арно Бельтрама и нанёс ему ножевое ранение в горло. При последовавшем после этого штурме террорист был ликвидирован спецназом. Тяжело раненый, Арно Бельтрам скончался на следующий день, 24 марта 2018 года, в госпитале Каркасона.
Национальное прощание с Арно Бельтрамом прошло 28 марта 2018 года в Париже в Доме инвалидов. На торжественной церемонии присутствовали действующий президент Франции Макрон, бывшие президенты Саркози и Олланд, премьер-министр Филипп, другие государственные деятели и политики Франции.
Похороны Арно Бельтрама состоялись 29 марта 2018 года на кладбище Ферраль-ле-Корбьер.
В то время как имя его убийцы уже забыто, имя Арно Бельтрама стало именем французского героизма— Президент Франции Эмманюэль Макрон

## Семья
Отец Арно Бельтрама, Жан-Франсуа, пропал в море в августе 2017 года в возрасте 71 года. Его тело было найдено в феврале 2018 года. В семье остались мать Николь Бельтрам и младшие братья Дэмиен и Седрик.
Арно Бельтрам 27 августа 2017 года женился гражданским браком на своей подруге Мариэль Ванденбундер, враче-ветеринаре. Они планировали 9 июня 2018 года обвенчаться церковным браком. В ночь на 24 марта 2018 года священник совершил таинство венчания умирающего Арно и Мариэль.

## Награды
За время службы Арно Бельтрам был награждён крестом Воинской доблести с бронзовой звездой (2005), серебряной медалью Почёта иностранных дел (2006), золотой медалью Национальной обороны (2009) и кавалерским крестом Национального ордена «За заслуги» (2012). Олимпийская спортивная конфедерация Германии наградила Бельтрама Немецким спортивным знаком (нем. Deutsches Sportabzeichen).
27 марта 2018 года «за исключительные заслуги» Арно Бельтрам был посмертно произведён в звание полковника и награждён командорским крестом ордена Почётного легиона, медалью Национальной жандармерии с пальмовой ветвью, золотой медалью «За мужество и самоотверженность» и золотой медалью Внутренней безопасности.

## Память
В честь Арно Бельтрама 10-й выпуск Европейской школы экономической разведки, в рядах которого он обучался в 2015—2016 годах, сменил своё название и стал именоваться выпуском «Арно Бельтрам».
В более чем сорока муниципалитетах Франции в 2018 году появились улицы, площади, скверы и другие объекты, переименованные в честь Арно Бельтрама.
В 2021 году Арно стал прототипом нового игрового персонажа в игре Counter-Strike: Global Offensive.

## Комментарии
1. ↑  Звание «командир эскадрона» (фр. Chef d'escadrons) в Национальной жандармерии и армейских танковых и бронеразведывательных частях, ведущих свою историю от кавалерийских частей — аналог общеармейского звания «майор».